# Иргиз (село)
Иргиз (Ыргыз, каз. Ырғыз) — село (бывший уездный город), административный центр Иргизского района Актюбинской области Казахстана. 
Расположен на берегу реки Иргиз вблизи автодороги М-32 Самара — Шымкент.
Вблизи села имеется одноимённый аэропорт местных воздушных линий (был заброшен в конце 1990-х годов, возобновил работу в 2011 году).

## История
В 1845 году в 335 вёрстах от Орска по почтовому тракту в Ташкент на правом берегу реки Иргиз на возвышенной песчаной местности среди малоплодородных степных земель по указанию правительства отрядом уральских казаков под командованием Назарова был построен передовой военный пост, названный Уральским укреплением. Постройкой крепостных валов и других сооружений руководил инженерный прапорщик Михайлов. Укрепление предназначалось для борьбы с повстанцами казахского хана Кенесары.
В 60-е годы XIX века укрепление представляло собой несколько казарм, сделанных из сырого глиняного кирпича и крытых камышом, для небольшого гарнизона солдат, а также цитадель с церковью внутри. Вокруг располагалось небольшое поселение с несколькими кибитками и торговыми лавками.

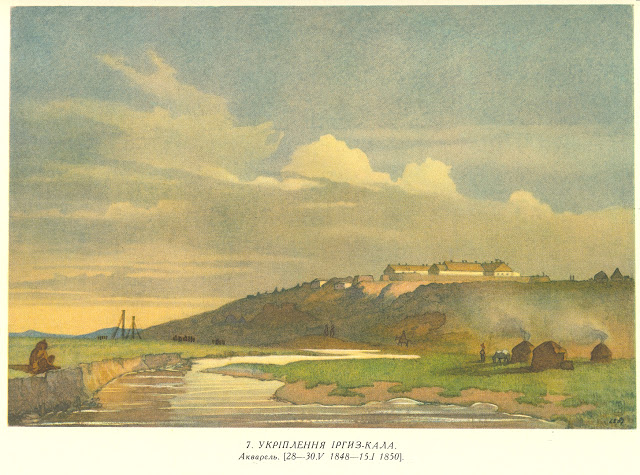
Уральское укрепление. Акварель Т. Г. Шевченко (1848—1850)

В 1868 году оно было преобразовано в уездный город Тургайской области.
На 1878 год численность населения Иргиза составляла 922 человека (695 мужчин и 227 женщин).
В 1879 году открыта 2-хклассная русско-киргизская школа для мальчиков на 50 учеников.
На 1881 год численность населения Иргиза составляла 921 человек (695 мужчин и 226 женщин).
На 1893 год в Иргизе было 1523 жителя, два православных храма, двухклассное русско-казахское (с казахским интернатом) мужское училище, женское одноклассное городское училище, городская общественная библиотека, приёмный покой, гостиный двор, пожарный обоз. Вблизи Иргиза была разведена городская роща, в которой были посажены плодовые и другие деревья. Главным занятием жителей была торговля. В Иргизе у казахов скупали скот, преимущественно верблюдов и лошадей, которых затем отправляли в Оренбург. Взамен кочевники могли приобрести российские промышленные товары.
В 22 км к юго-востоку от села расположен Мавзолей Алмата Тобабергенулы, построенный в 1886—1888 годах народным умельцем по имени Жыга как семейный мемориал Алмата Тобабергенулы и его сыновей.
14 марта 2025 года президент страны Касым-Жомарт Токаев поручил правительству приступить к строительству автодороги от Астаны через Иргиз к международному Транскаспийскому транспортному маршруту; и сообщил, что новая магистраль сократит путь между центральными и западными регионами страны на 560 км, также проект придаст импульс развитию всего Тургайского региона.

## Население
| Численность населения | Численность населения | Численность населения | Численность населения | Численность населения | Численность населения | Численность населения | Численность населения |
| 1897                  | 1939                  | 1979                  | 1989                  | 1999                  | 2004                  | 2005                  | 2006                  |
| --------------------- | --------------------- | --------------------- | --------------------- | --------------------- | --------------------- | --------------------- | --------------------- |
| 1542                  | ↗3190                 | ↗4547                 | ↗5420                 | ↘5329                 | ↘4974                 | ↘4876                 | ↘4847                 |
| 2007                  | 2008                  | 2009                  | 2010                  | 2011                  | 2012                  | 2013                  | 2014                  |
| →4847                 | ↘4828                 | ↗5410                 | ↗5500                 | ↗5555                 | ↗5580                 | ↗5642                 | ↗5693                 |
| 2015                  | 2016                  | 2017                  | 2018                  | 2019                  |                       |                       |                       |
| ↗5730                 | ↗5742                 | ↗5751                 | ↗5787                 | ↗5866                 |                       |                       |                       |

## Известные люди
В 1846—1847 годах здесь служил Иоаса́ф Игна́тьевич Железно́в — казачий писатель, исследователь быта уральских казаков, собиратель фольклора, историк, этнограф.
В 1848 году, следуя вместе с транспортом Аральской экспедиции в Раим, здесь останавливался Т. Г. Шевченко — украинский поэт, прозаик, мыслитель, живописец, график, этнограф, общественный деятель.